# Chara (Fußballspieler)
Chara (bürgerlich Fernando Agostinho da Costa, manchmal auch Xara; * 10. Oktober 1981 in Luanda) ist ein angolanischer Fußballspieler. 

## Verein
Chara spielte insgesamt 15 Saisons für Atlético Petróleos Luanda und wurde dort zweimal Meister und gewann dreimal den nationalen Pokal sowie einmal den Superpokal. Dann folgen kurzzeitige Stationen bei CRD do Libolo und FC OB do Maquis.
Zuletzt stand er bei Erstligist Saurimo FC unter Vertrag. 

## Nationalmannschaft
Von 2006 bis 2014 bestritt er insgesamt 42 Länderspiele für die angolanische Nationalmannschaft.
Chara gehörte zum Aufgebot bei der Afrikameisterschaft 2010 im eigenen Land.

## Erfolge
- Angolanischer Meister: 2008, 2009
- Angolanischer Pokalsieger: 2002, 2012, 2013
- Angolanischer Superpokalsieger: 2013